# 国際連合カナダ政府常駐代表
国際連合カナダ政府常駐代表 (こくさいれんごカナダせいふじょうちゅうだいひょう、英語:Permanent Representative of Canada to the United Nations) は、国際連合本部におけるカナダ政府代表である。代表者は大使の身分をもち、国連における使節団を指導している。代表部の役割は、国連における外交、交渉、情報収集を通じて、カナダの利益を向上させ、国際開発、安全保障、人権を促進し、多国間の問題に関して本国政府に情報を提供することである。通称は国連大使という。

## 歴代代表

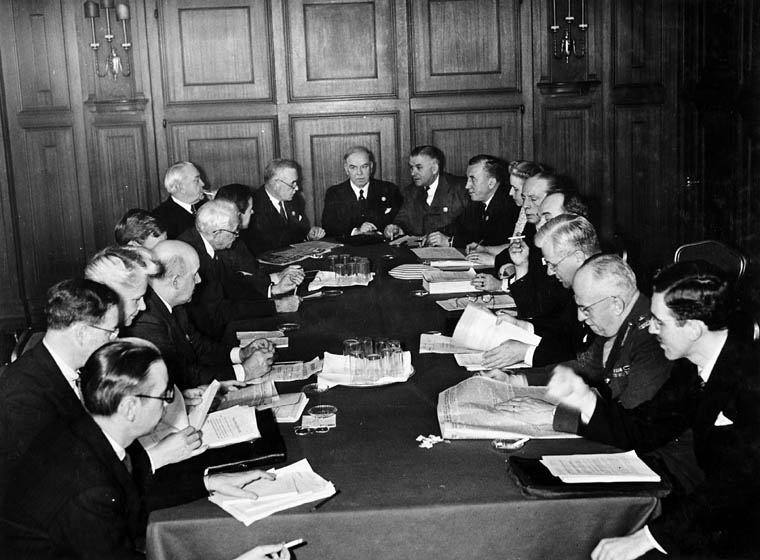
サンフランシスコ会議でのカナダ代表団（1945年5月）。
中央がマッケンジー・キング首相、その左手がルイ・サンローラン司法相（のちの首相）。

初代の国連代表はアンドリュー・マクノートンであった。
| 氏名                               | 着任       | 退任       |
| ---------------------------------- | ---------- | ---------- |
| アンドリュー・マクノートン         | 1948年1月  | 1949年12月 |
| ジョン・ウェンデル・ホームズ       | 1950年1月  | 1950年6月  |
| ロバート・リデル                   | 1950年6月  | 1951年3月  |
| デービッド・モファット・ジョンソン | 1951年11月 | 1955年8月  |
| ロバート・アレクサンダー・マッケイ | 1955年8月  | 1957年11月 |
| フランク・エクストン・レナード     | 1957年11月 | 1958年1月  |
| チャールズ・リッチー               | 1958年1月  | 1962年2月  |
| ピエール・トランブレー             | 1962年7月  | 1966年6月  |
| ジョージ・イグナティエフ           | 1966年7月  | 1969年2月  |
| イヴォン・ボルヌ                   | 1969年2月  | 1972年6月  |
| ソール・レイ                       | 1972年7月  | 1976年7月  |
| ウィリアム・H・バートン            | 1976年8月  | 1980年4月  |
| ミシェル・デュピュイ               | 1980年4月  | 1981年5月  |
| ジェラール・ペルティエ             | 1981年5月  | 1984年8月  |
| スティーブン・ルイス               | 1984年     | 1988年8月  |
| イヴ・フォルティエ                 | 1988年8月  | 1991年12月 |
| ルイーズ・フレシェット             | 1992年1月  | 1994年12月 |
| ロバート・ファウラー               | 1995年1月  | 2000年8月  |
| ポール・ハインベッカー             | 2000年8月  | 2004年1月  |
| アラン・ロック                     | 2004年1月  | 2006年6月  |
| ジョン・マクニー                   | 2006年7月  | 2011年7月  |
| ギリェルモ・リシュチンスキ         | 2011年8月  | 2016年1月  |
| マルク＝アンドレ・ブランシャール   | 2016年4月  | 2020年7月  |
| ボブ・レイ                         | 2020年8月  |            |